# Mona Achache
Mona Achache (París, 18 de marzo de 1981) es una actriz, guionista y directora de cine francesa de origen marroquí.

## Biografía
Tras especializarse en teatro y literatura, trabajó como ayudante de dirección en películas de ficción y documentales. A los 20 años se convirtió en madre y realizó un documental sobre el parto con el título fue Alma et les autres, que se convirtió en un referente para los trabajadores de las maternidades. Inició su carrera cinematográfica en el año 2003, como asistente de Michel Boujenah en la película Père et fils.  En 2006 y 2008 escribió y dirigió dos cortometrajes cómicos, Suzanne, que fue presentado en la Semana Internacional de Cine de Valladolid y Wawa.
En 2009 dirige su primer largometraje, El Erizo, una adaptación de la novela La elegancia del erizo de Muriel Barbery. La película fue recibida con gran éxito de público y crítica, siendo presentada y premiada en festivales como la Semana Internacional de Cine de Valladolid, el Festival Internacional de Cine de El Cairo o el Festival Internacional de Cine de Seattle, donde Achache recibió el Golden Space Needle, el galardón que concede el público. Ese mismo año, debutó como actriz interpretando un papel en la película Edén al Oeste del director franco-griego Costa-Gavras.
En 2014 dirigió su segundo largometraje, Las Gacelas. Una comedia romántica protagonizada por Camille Chamoux, Audrey Fleurot, Joséphine de Meaux, Naidra Ayadi, Anne Brochet y Olivia Côte.

## Filmografía
- 2002 : Alma et les autres (documental)
- 2005 : Suzanne (cortometraje)
- 2008 : Wawa (cortometraje)
- 2009 : El Erizo
- 2012 : Bankable (película de TV)
- 2014 : Las Gacelas
- 2016 : Accusé (serie de TV)
- 2023 : Little Girl Blue